# Stigmella speciosa
Stigmella speciosa là một loài bướm đêm thuộc họ Nepticulidae. Nó được tìm thấy ở Đan Mạch to bán đảo Iberia, Ý và Hy Lạp, và from Đảo Anh to Ukraina.

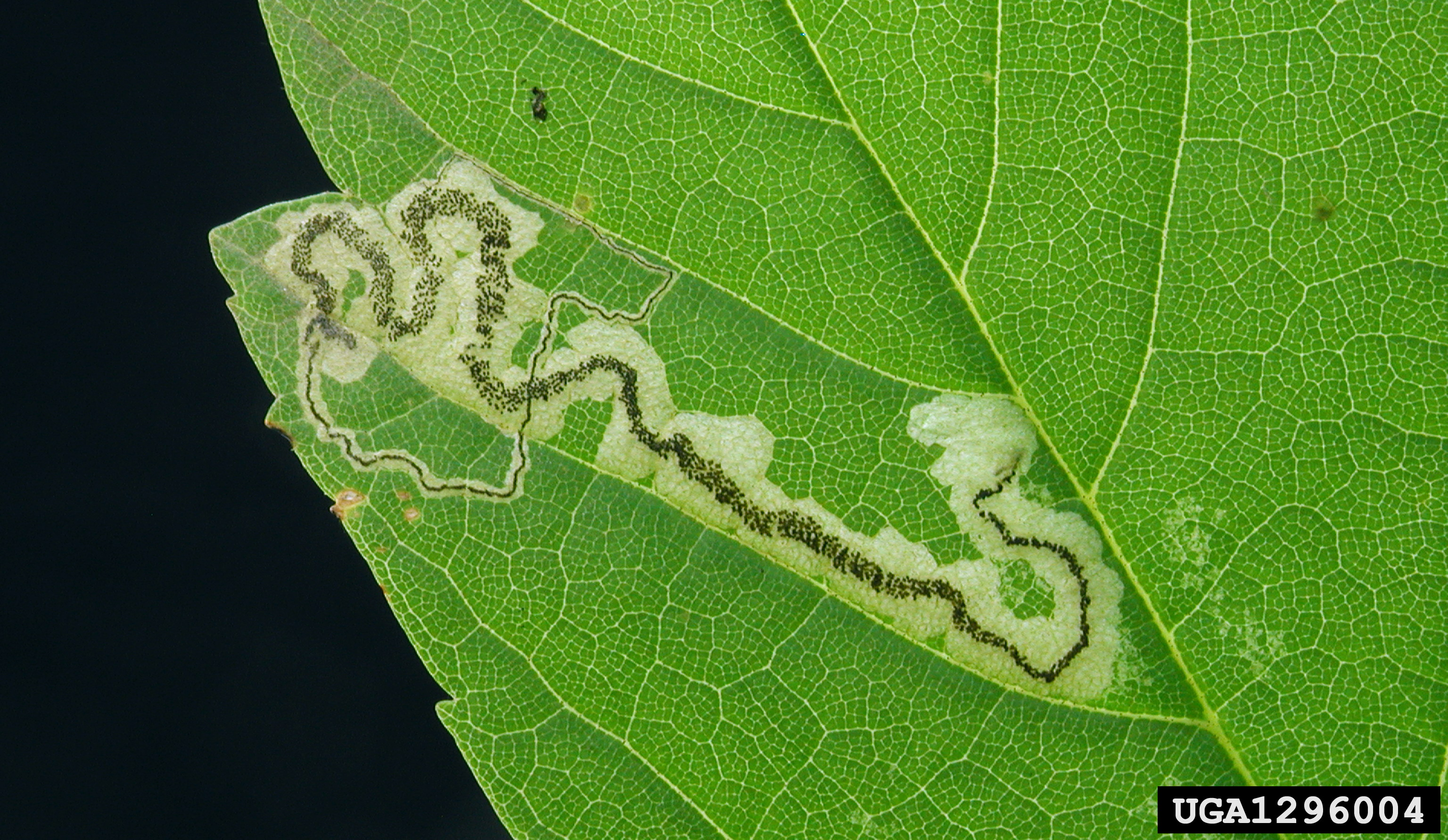
Stigmella speciosa mine

Sải cánh dài 4–5 mm. Con trưởng thành bay từ tháng 5 đến tháng 8.
Ấu trùng ăn Acer monsspessulanum, Acer obtusatum, Acer opalus, Acer pseudoplatanus và Acer sempervirens. Chúng ăn lá nơi chúng làm tổ. 